# Neoitamus affinis
Neoitamus affinis là một loài ruồi trong họ Asilidae. Neoitamus affinis được Williston miêu tả năm 1893. Loài này phân bố ở vùng Tân Bắc giới.